# Bretteville-sur-Laize
Bretteville-sur-Laize település Franciaországban, Calvados megyében. Lakosainak száma 1911 fő (2022. január 1.). Bretteville-sur-Laize Barbery, Boulon, Cintheaux, Fresney-le-Puceux és Gouvix községekkel határos.

## Népesség
A település népességének változása:
| Lakosok száma | 1323 | 1400 | 1341 | 1551 | 1736 | 1812 | 1876 | 1913 | 1912 | 1911 |
|               | 1968 | 1982 | 1990 | 2006 | 2013 | 2015 | 2017 | 2019 | 2020 | 2022 |